# 斯特凡大公
斯特凡大公是摩爾多瓦的城市，也是斯特凡大公區的首府，位於該國東部，距離首都基希涅夫119公里，海拔高度162米，主要經活動是釀酒業，2014年人口7,078。

## 歷史
斯特凡大公於1884年就有在地圖中被提及，1909年有比薩拉比亞德意志人定居此地。蘇聯時期曾被命名為蘇沃羅沃（Суворовo）直至1990年為止。